# Liebe auf der Rückbank
Liebe auf der Rückbank ist ein Lied des deutschen Rappers Finch, in Kooperation mit dem deutschen Rapper und Partyschlagersänger Tream. Es erschien am 31. Mai 2023 als neunte Singleauskopplung seines vierten Studioalbums Dorfdisko zwei.

## Entstehung und Artwork
Geschrieben wurde Liebe auf der Rückbank von den beteiligten Interpreten Nils Wehowsky (Finch) und Timo Grabinger (Tream) selbst sowie den Koautoren Daniel Großmann und Matthias Mania (Dasmo & Mania Music). Die Produktion erfolgte durch die Zusammenarbeit von Dasmo und Mania Music. Das Mastering erfolgte durch den HP Mastering, gemixt wurde das Lied ebenfalls von Dasmo und Mania Music.
Das Frontcover der Single ist das des zugehörigen Albums Dorfdisko zwei von Finch. Auf ihm ist rechts Finch zu sehen, der in Richtung des Betrachters blickt und eine Skibrille auf der Stirn trägt. Im Hintergrund ist ein Gebäude abgebildet, die Interpretenangabe befindet sich oben vor einem Sonnenuntergang, der Albumtitel auf der Vorderseite des Gebäudes.

## Veröffentlichung und Promotion
Die Erstveröffentlichung von Liebe auf der Rückbank erfolgte als digitale Single zum Download und Streaming am 31. Mai 2023. Sie erschien als Einzeltrack unter dem Musiklabel Walk This Way Records und wurde durch die Universal Music Group vertrieben. Verlegt wurde das Lied durch die Edition Kray, Gourmet Songs Edition, Universal Music Publishing und We Publish Music. Nach der Veröffentlichung wurde das Lied auf der digitalen Version des dritten Studioalbums von Finch, Dorfdisko zwei, ergänzt, nachdem dieses bereits am 21. April 2023 erschienen war. Am 19. Oktober 2023 wurde eine Remix-EP des Songs veröffentlicht, die unter anderem Versionen des Songs von Endzone sowie Luca & Niklas enthält.
Am 3. Juni 2023 traten Finch und Tream mit dem Song gemeinsam bei Rock am Ring sowie an Silvester desselben Jahres bei Willkommen 2024 im ZDF auf.

## Inhalt
| „Die Sterne zieh’n vorbei, Lichtgeschwindigkeit Augen riesengroß, weil es wieder schneit Das ist Liebe auf der Rückbank Ich hoff’, wir werden nie mehr nüchtern Da ist nicht viel, was bleibt, am Ende nur wir zwei Das hält vom ersten Schluck bis in die Ewigkeit Das ist Liebe auf der Rückbank Ich hoff’, wir werden nie mehr nüchtern“ – Refrain, Originalauszug | Der Liedtext zu Liebe auf der Rückbank ist in deutscher Sprache verfasst und wurde von den Interpreten Finch und Tream selbst geschrieben. Die Komposition stammt von den Musikproduzenten Dasmo und Mania Music. Musikalisch bewegt sich das Lied im Bereich des Raps, stilistisch im Bereich des deutschen Hip-Hops. Das Tempo beträgt 155 Schläge pro Minute. Die Tonart ist As-Dur. Inhaltlich handelt das Lied hauptsächlich vom Konsum von Kokain (umgangssprachlich Schnee, der in einer „Line“ über einem Spiegel oder einer anderen glatten Oberfläche mit Hilfe eines Geldscheines oder einer Kreditkarte zum Inhalieren positioniert wird). Die Einnahme von Kokain führt zu erweiterten Pupillen, wirkt aufputschend und beeinflusst die Psyche („Augen riesengroß, weil es wieder schneit“, „Schau’ in den Spiegel, diese Linie“, „Du hältst mich Tage wach“). Die Rückbank verweist auf die übliche Methode, Kokain mit einem privaten Pkw oder Taxi anzuliefern, wobei das Rauschmittel auch direkt im Pkw konsumiert werden kann. Viele Zeilen sind doppeldeutig und können auch auf eine Person bezogen werden. Aufgebaut ist das Lied aus einer Strophe, einem Refrain, einer Bridge und einem Outro. Das Lied beginnt mit der acht Verse umfassenden, zum Refrain fast identischen Pre-Hook, ehe der eigentliche, ebenfalls acht Verse lange Refrain einsetzt. Beide Liedteile werden von Tream interpretiert. Auf den Refrain folgt zunächst die Strophe von Finch, gefolgt von Pre-Hook und Refrain. An den Refrain schließt sich die aus acht Versen bestehende Bridge an, die jeweils zur Hälfte von Finch und Tream gerappt wird. Nach einer verkürzten Pre-Hook und der Wiederholung des Refrains endet das Lied mit dem Outro, das lediglich aus dem letzten Vers des Refrains besteht. |

## Musikvideo
Das Musikvideo zu Liebe auf der Rückbank feierte seine Premiere am 2. Juni 2023 auf Finchs YouTube-Kanal. Es zeigt hauptsächlich Finch und Tream, die den Song in einem abgedunkelten Raum performen sowie in einem Mercedes-Benz gemeinsam mit einer Frau fahren. Die Gesamtlänge des Videos beträgt 3:08 Minuten. Regie führte Orkan Çe. Bis Juli 2025 zählte das Musikvideo über 18 Millionen Aufrufe bei YouTube.

## Mitwirkende
| Liedproduktion - Timo Grabinger (Tream): Liedtexter, Rap - Daniel Großmann (Dasmo): Abmischung, Komponist, Musikproduzent - HP Mastering: Mastering - Matthias Mania (Mania Music): Abmischung, Komponist, Musikproduzent - Nils Wehowsky (Finch): Liedtexter, Rap Musikvideo - Orkan Çe: Regisseur | Unternehmen - Edition Kray: Musikverlag - Gourmet Songs Edition: Musikverlag - Walk This Way Records: Musiklabel - We Publish Music: Musikverlag - Universal Music Group: Vertrieb - Universal Music Publishing: Musikverlag |

## Kommerzieller Erfolg
Auf der Streaming-Plattform Spotify verzeichnet das Lied bisher mehr als 121 Millionen Streams (Stand: Juli 2025).

### Chartplatzierungen
Liebe auf der Rückbank stieg am 9. Juni 2023 auf Platz 29 in die deutschen Singlecharts ein und erreichte nach Veröffentlichung der Remix-EP etwa vier Monate später mit Rang 14 seine beste Platzierung. Die Single platzierte sich insgesamt 101 Wochen in den Top 100, womit sie zu den am längsten platzierten Liedern zählt. In den deutschen Single-Jahrescharts 2023 belegte der Song Platz 47 und im Folgejahr Rang 31. In den Ö3 Austria Top 40 debütierte die Single am 25. Juli 2023 auf Rang 71, später erreichte sie mit Position 19 ihre höchste Notierung. Das Stück war 58 Wochen in den Top 75 vertreten. In der österreichischen Single-Jahreshitparade 2024 erreichte Liebe auf der Rückbank Position 55.
Für Finch ist Liebe auf der Rückbank der 19. Charthit in Deutschland sowie der erste in Österreich. Tream erreichte mit dem Stück zum jeweils dritten Mal die deutschen und österreichischen Singlecharts.
| ChartsChartplatzierungen | Höchstplatzierung | Wochen |
| ------------------------ | ----------------- | ------ |
| Deutschland (GfK)        | 14 (103 Wo.)      | 103    |
| Österreich (Ö3)          | 19 (58 Wo.)       | 58     |

| ChartsJahrescharts (2023) | Platzierung |
| ------------------------- | ----------- |
| Deutschland (GfK)         | 47          |

| ChartsJahrescharts (2024) | Platzierung |
| ------------------------- | ----------- |
| Deutschland (GfK)         | 31          |
| Österreich (Ö3)           | 55          |

### Auszeichnungen für Musikverkäufe
In Deutschland wurde das Lied im März 2024 mit einer Goldenen Schallplatte für mehr als 300.000 Verkäufe ausgezeichnet, ein Jahr später folgte eine Platin-Schallplatte für über 600.000 verkaufte Einheiten. Damit zählt das Stück zu den meistverkauften Rapsongs des Landes. Im gleichen Jahr erreichte der Titel in der Schweiz Goldstatus für mehr als 10.000 Verkäufe.
| Land/Region        | Auszeichnungen für Musikverkäufe (Land/Region, Auszeichnung, Verkäufe) | Verkäufe |
| ------------------ | ---------------------------------------------------------------------- | -------- |
| Deutschland (BVMI) | Platin                                                                 | 600.000  |
| Schweiz (IFPI)     | Gold                                                                   | 10.000   |
| Insgesamt          | 1× Gold · 1× Platin ·                                                  | 610.000  |

## Coverversionen
- 2025: ClockClock – Love in the Backseat (Album: Sing meinen Song – Das Tauschkonzert, Vol. 12)[19]